# Westliches Federseeried/Seelenhofer Ried
Das Gebiet Westliches Federseeried/Seelenhofer Ried ist ein mit Verordnung vom 7. Juni 1999 durch das Regierungspräsidium Tübingen ausgewiesenes Naturschutzgebiet im Osten des baden-württembergischen Landkreises Biberach.  Es ist Bestandteil des Vogelschutzgebiets Federseeried und des FFH-Gebiets Federsee und Blinder See bei Kanzach.

## Lage
Das Naturschutzgebiet Westliches Federseeried/Seelenhofer Ried liegt zwischen Betzenweiler und Bad Buchau im Landkreis Biberach. Der nördliche Teil wird von der Miesach durchflossen. Es gehört zum Federseebecken und liegt zum größten Teil im Naturraum Donau-Ablach-Platten.

## Schutzzweck
Wesentlicher Schutzzweck ist laut der Schutzgebietsverordnung „die Erhaltung, Pflege und Förderung eines faunistisch reichhaltigen und landschaftsprägenden Niedermoores mit der ihm angepassten extensiven Wiesennutzung. Dessen regionale, überregionale und internationale Funktion als Brut- und Rastplatz für zahlreiche Zugvogelarten, als Lebensraum für seltene und höchst gefährdete Wiesenbrüter sowie die Funktion als Lebensraum für Amphibien gilt es zu bewahren. Erhalten werden sollen auch Fauna und insbesondere Flora des Moosburger Wäldchens.“

## Landschaftscharakter
Der Charakter des Schutzgebiets wird im Wesentlichen durch die als Grünland genutzten Auebereiche der Miesach und die Feucht- und Nasswiesen westlich von Moosburg bestimmt. Nördlich von Moosburg liegt das Moosburger Wäldchen, ein in einem ehemaligen Torfstich aufgewachsener Sukzessionswald mit Moorbirken, Weiden und Fichten.

## Flora und Fauna
Nennenswerte Arten im Gebiet sind unter anderem die Schwarzschopf-Segge, die Rasen-Segge, das Scheiden-Wollgras und der Sumpf-Haarstrang. Auch die Kreuzotter ist im Gebiet anzutreffen.